# Riedelia corallina
Riedelia corallina là một loài thực vật có hoa trong họ Gừng. Loài này được Karl Moritz Schumann miêu tả khoa học đầu tiên năm 1900 dưới danh pháp Alpinia corallina. Năm 1913, Theodoric Valeton chuyển nó sang chi Riedelia.

## Phân bố
Loài này được tìm thấy trong rừng đầm lầy hạ lưu sông Gogol, tới cao độ 100 m trên dãy núi Oertzen (Tajomanna), bình nguyên Astrolabe, tỉnh Madang, Papua New Guinea cũng như ở bờ nam sông Bắc (Noordrivier, sông Lorentz) ở tỉnh Papua, Indonesia.
Mẫu vật điển hình: C.A.G. Lauterbach 904, 2109, 2190 do Carl Adolf Georg Lauterbach (1864-1937) thu thập tại Papua New Guinea năm 1894-1896.